# 阿什
阿什是捷克的城鎮，位於該國西部，由卡羅維發利州負責管轄，始建於十一世紀初期，面積55.86平方公里，海拔高度666米，鎮上的大會堂建於1733年，2008年人口13,420。
1. ↑  . Czech Statistical Office. 2023-05-23  [2023-09-29]. （原始内容存档于2023-09-28）.